# Collision Course
Collision Course er en CD/DVD, som udkom 30. november 2004, lavet af Jay-Z og Linkin Park.